# Nanaguna
Nanaguna är ett släkte av fjärilar. Nanaguna ingår i familjen trågspinnare.

## Bildgalleri

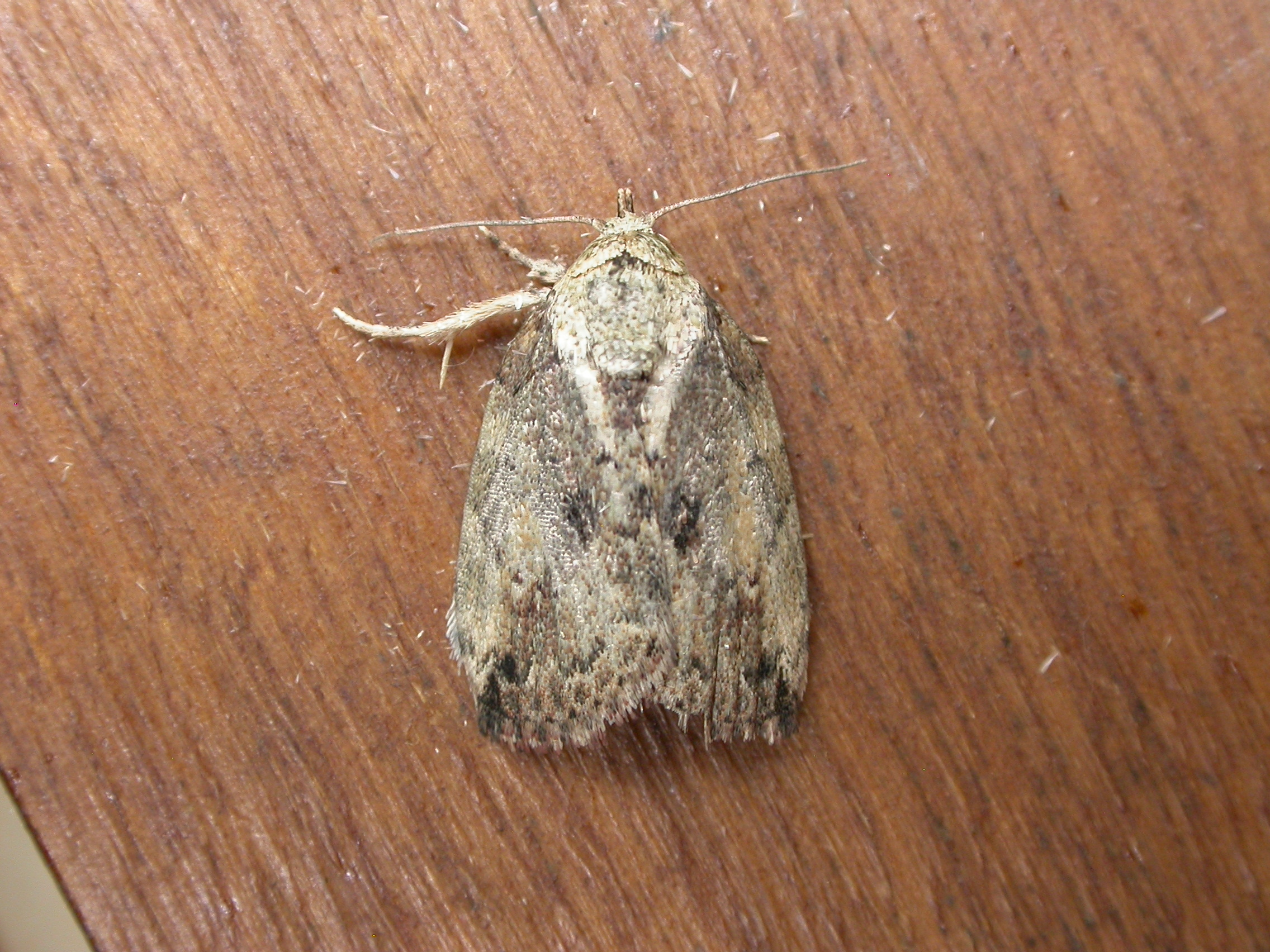
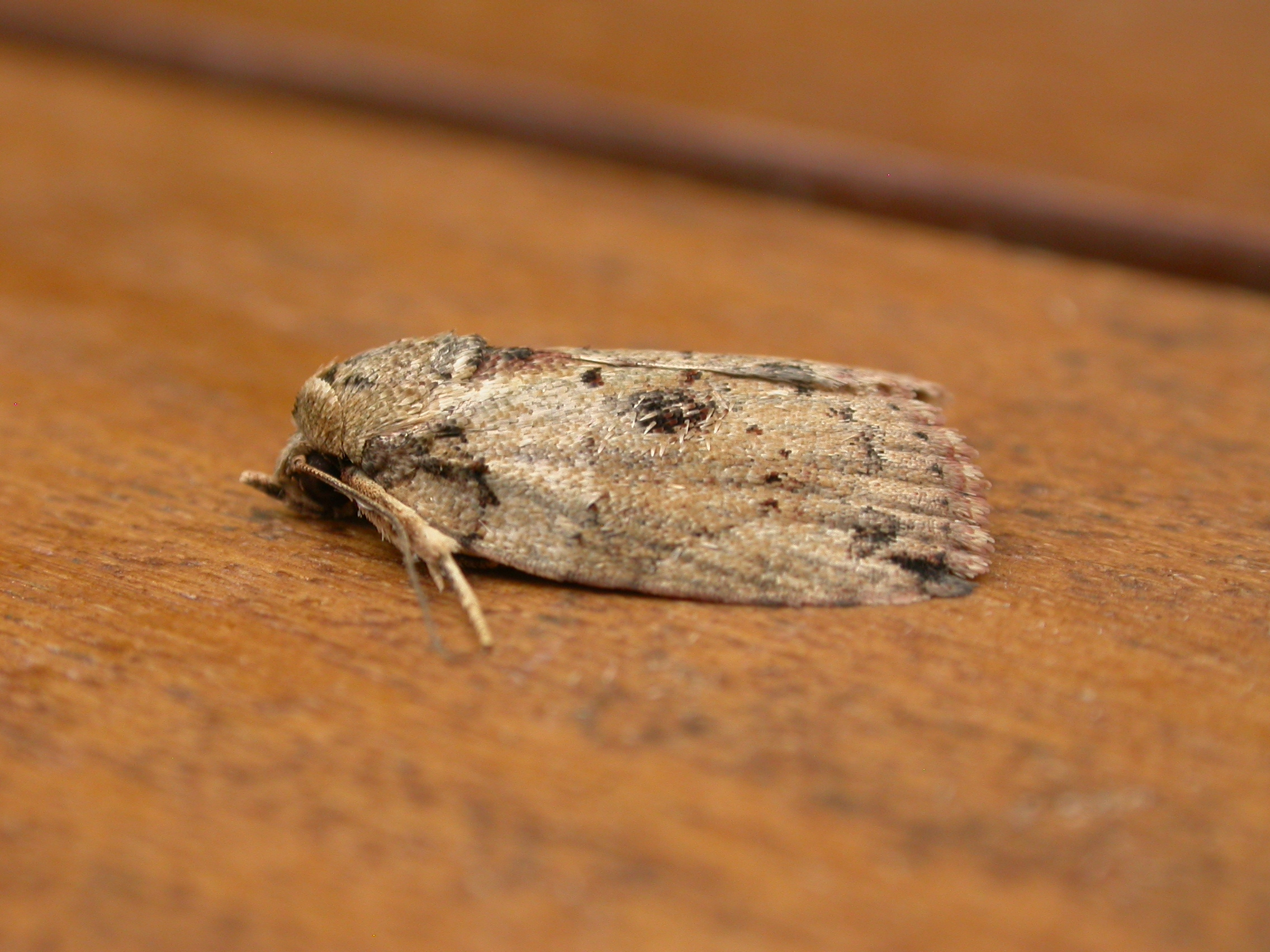
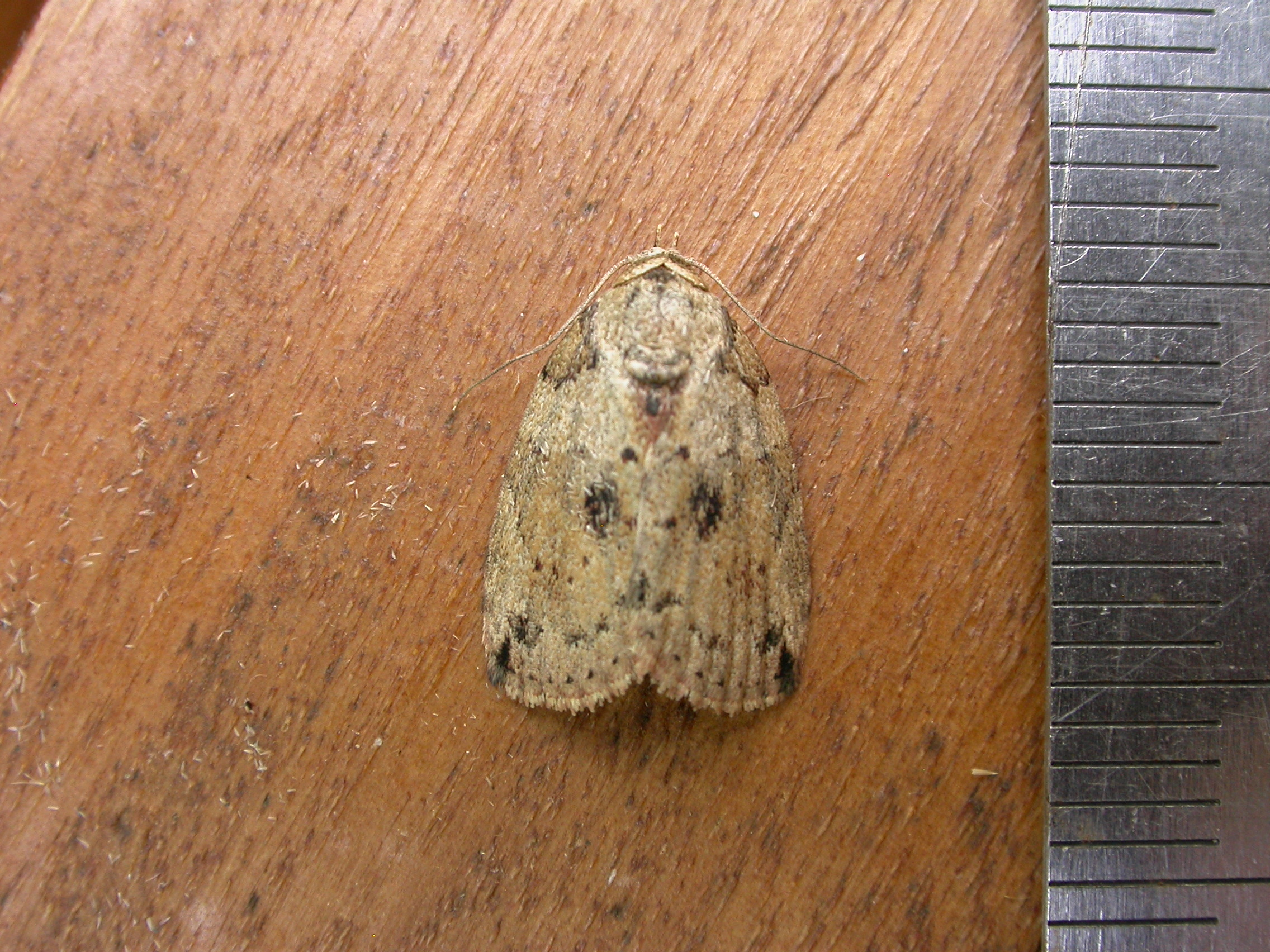
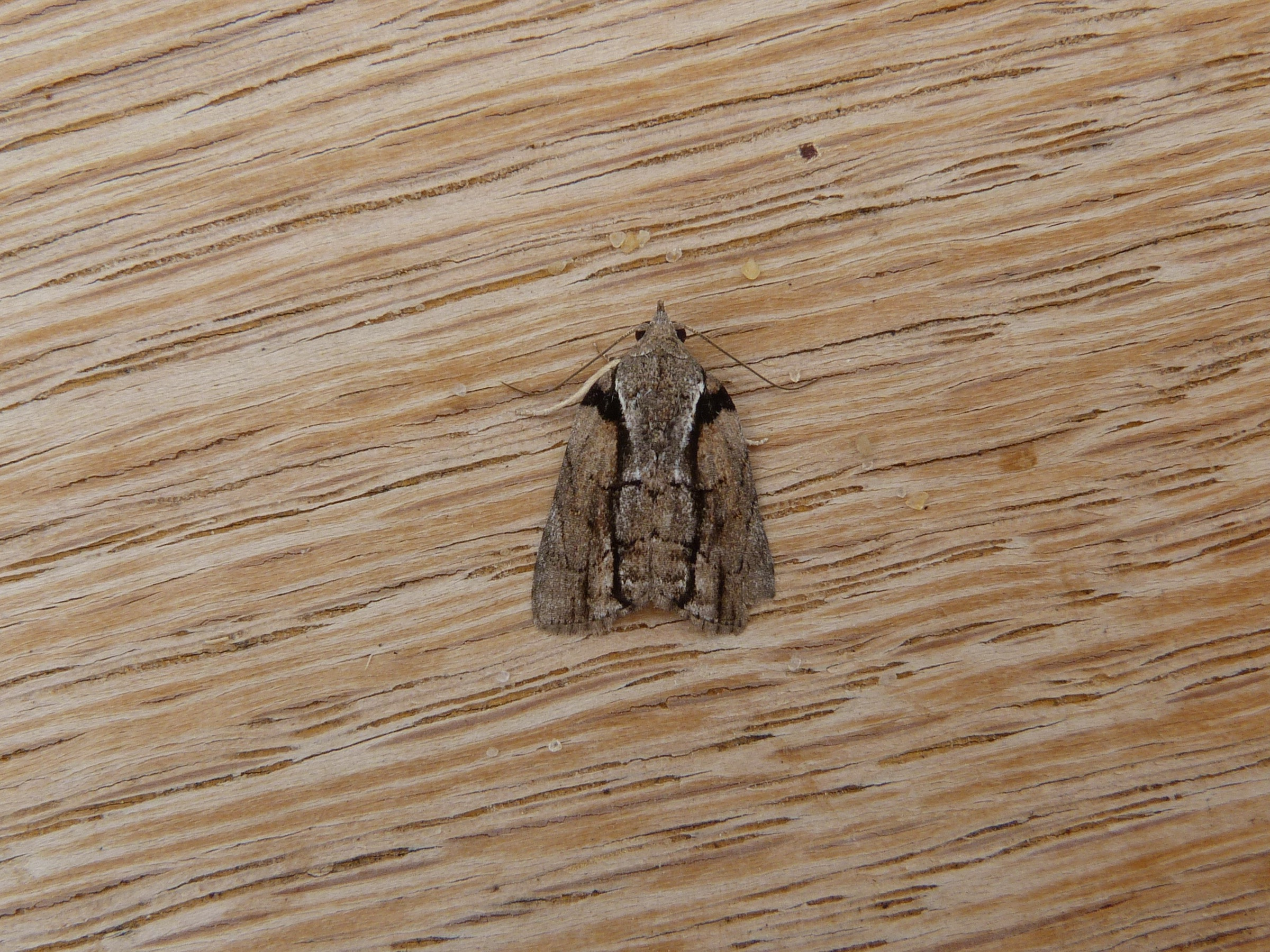

## Dottertaxa tillNanaguna, i alfabetisk ordning[1]
- Nanaguna albisecta
- Nanaguna basalis
- Nanaguna breviuscula
- Nanaguna brunnea
- Nanaguna clopaea
- Nanaguna discalis
- Nanaguna discoidalis
- Nanaguna dorsofascia
- Nanaguna erastioides
- Nanaguna floccifera
- Nanaguna florida
- Nanaguna guna
- Nanaguna herbida
- Nanaguna mediomaculata
- Nanaguna nigridisca
- Nanaguna orbiculigera
- Nanaguna polypoecila
- Nanaguna praedulcis
- Nanaguna quadrifera
- Nanaguna rudis
- Nanaguna rufitincta
- Nanaguna sordida
- Nanaguna teleoleuca
- Nanaguna tenebrata
- Nanaguna uniformis
- Nanaguna valida
- Nanaguna variegata
- Nanaguna variegatana
- Nanaguna verecunda
- Nanaguna vittalis
- Nanaguna xyloglypta